# Atropha tricolor
Atropha tricolor är en stekelart som först beskrevs av Gyöö Viktor Szépligeti 1908.  Atropha tricolor ingår i släktet Atropha och familjen brokparasitsteklar. Utöver nominatformen finns också underarten A. t. insularis.